# Bojongemas
Bojongemas is een bestuurslaag in het regentschap Bandung van de provincie West-Java, Indonesië. Bojongemas telt 11.432 inwoners (volkstelling 2010).